# Cleptonotus
Cleptonotus – rodzaj chrząszczy z rodziny kózkowatych i podrodziny zgrzypikowych.

## Zasięg występowania
Przedstawiciele tego rodzaju występują w Chile.

## Systematyka
Do Cleptonotus należą 2 gatunki:
- Cleptonotus albomaculatus
- Cleptonotus subarmatus